# Буйр-Нуур
Буйр-Нуур (устар. Буйр-Нур; монг. Буйр нуур) — крупное пресноводное озеро на востоке Монголии, частью в Китае (северо-западное побережье). Относится к бассейну реки Амур.
Лежит в плоской степной западине на высоте 583 м. Площадь 610 км². Глубина до 11 м, средняя — 6,5 м. До 40 км в длину и до 20 — в ширину. Объём воды в озере — 3,8 км³.
Берега слаборасчленённые, плоские. Дно песчаное и илистое, местами каменистое. Замерзает в ноябре, вскрывается в мае. Впадающая река — один из двух рукавов Халхин-Гол. Вытекает река Оршон-Гол, впадающая в озеро Далайнор.
Озеро богато рыбой, водится сазан, щука, налим. Озеро является важнейшим местом линьки гуся-сухоноса, занесённого в Красную книгу. Идёт работа по организации природоохранной зоны на монгольской территории озера. Китайская часть этого водоёма уже входит в состав заповедника «Далайнор» и в перспективе резерват станет трансграничным.
В 1388 году у озера Буйр-Нуур прошло сражение между китайской империей Мин и монгольской ордой Усхал-хана, закончившееся безоговорочной победой китайцев. В 1939 году у озера Буйр-Нуур прошло сражение между японской империей и советскими армиями.